# Laodike av Pontus (gemål till Mithridates IV)
Laodike av Pontus, död 150 f. Kr., var regerande drottning och samregent av Pontus med sin bror-make Mithridates IV av Pontus mellan 170 f.Kr. och 150 f. Kr.